# Солиште
Со́лиште (болг. Солище) — село в Кирджалійській області Болгарії. Входить до складу общини Кирджалі.

## Населення
За даними перепису населення 2011 року у селі проживали 279 осіб, з них 266 осіб (98,5%) — турки.
Розподіл населення за віком у 2011 році:
Динаміка населення: